# Шива-сахасранама
В индуизме Шива-сахасранама — перечисление тысяч имён Шивы — является своего рода гимном этому божеству. Эти имена перечисляют разнообразные качества божества, его участие в связанной с ним мифологии. В тантрах, пуранах и Махабхарате приведены несколько списков, включающие тысячи имён Шивы.

## Уникальность
Что делает Шива-сахасранамы уникальными, так это то, что их больше, чем посвященных другим богам. Известно минимум 18 Шива-сахасранам, что является указанием на то, что шиваизм в различных формах был очень популярен по всему индийскому субконтиненту. Фактически, шиваизм был самой широко распространенной и популярной формой индуизма до начала исламского вторжения в Индию и появления всеиндийского движения вайшнавского бхакти.

## Тексты
Ниже — список текстов, в которых есть Шива-сахасранама-стотры:
- Акаша-кальпа-тантра
- Бхайрава-тантра
- Брахманда-пурана — 38.1.1-100.
- Бхрингирида Самхита
- Вамана-пурана
- Ваю-пурана — 1.30.179-284.
- Деви-бхагавата-пурана
- Линга-пурана — версия 1: 1.65.54-168.
- Линга-пурана — версия 2: 1.98.27-159.
- Маркандея-пурана
- Маха-бхагавата-пурана — 67.1-125
- Махабхарата — версия 1: XII.284.68-180 или XII.286.3-115
- Махабхарата — версия 2: XIII.17.30-150.
- Падма-пурана
- Рудраямала-тантра
- Саура-пурана
- Сканда-пурана
- Шива-пурана — 4.35.1-131.
- Шива-рахасья-итихаса-пурана

Используя редукционный подход, можно добиться четырех различных главных вариантов Шивы-сахасранамы:
1. Махабхарата (книга XIII — Анушасанапарва)
2. Махабхарата (книга XII — Шантипарва)
3. Рудраямала-тантра
4. Шива-пурана

Тексты из обеих версий Махабхараты были, с незначительными изменениями, скопированы в большинство пуран, включая и Линга-пурану. Исключения — версия Шива-пураны и Рудраямала-тантры; причем версия из Рудраямала-тантры была позднее скопирована в Шива-рахасья-пурану. Но есть мнение, что версия Шива-пураны основана на книге XII Махабхараты — Шантипарве — с некоторыми изменениями. Если рискнуть и предположить из каких школ индуизма произошли те или иные версии Шива-сахасранамы, то будет разумно утверждать, что:
- версии Махабхараты (и большинства пуран) принадлежат школе смартов;
- версия Шива-пураны принадлежит школе Пашупати;
- версия Рудраямала-тантры принадлежит одной из школ тантрического шиваизма.

Самая древняя версия Шива-сахасранамы была найдена в Махабхарате, книга XIII — Анушасанапарва, где Шиву восхваляет Кришна. Вторая древнейшая версия находится в Махабхарате, книга XII — Шантипарва, 284—286 (перевод с санскрита Б. Л. Смирнова), которая, как считается, является поздней вставкой и отсутствует в критических изданиях. В ней Шива восхваляется Дакшей и пересказывается известный сюжет о жертвоприношении Дакши и самосожжении Сати.

## Парампара в Махабхарате
В Махабхарате, в книге XIII-ой (Анушасана-парва — Книга о предписании), описана и едва ли не единственная парампара (цепочка передачи) Шива-сахасранамы. Её описание даётся в той же главе, что и сам текст Сахасранамы, в заключительной части — стихи 164—169 (в стихах 151—163 даётся Пхала-стути Шива-сахасранамы — наставления по чтению гимна и результаты такого чтения). В этой главе Кришна, по просьбе Юдхиштхиры рассказывает о получении им от риши Упаманью Шива-сахасранама-стотры и рассказывает её в том виде, как её рассказал самому Кришне риши Упаманью (стихи 30-150). Парампара Шива-сахасранама-стотры такова:
- Брахма
- Шакра (эпитет Индры)
- Мритью (ипостась Ямы)
- Маруты
- риши Танди
- Шукра
- риши Гаутама
- Вайвасвата Ману
- Нараяна
- Яма
- Начикетас
- Маркандея
- риши Упаманью
- Кришна

Согласно другой редакции этой главы, первым Шива-сахасранаму получил и прочитал риши Танди — он получил текст во время медитативного созерцания Шивы. Последовательность имён от риши Танди до Кришны в обеих редакциях одинакова.